# Petaurillus kinlochii
Petaurillus kinlochii är en däggdjursart som först beskrevs av Robinson och Cecil Boden Kloss 1911.  Petaurillus kinlochii ingår i släktet Petaurillus och familjen ekorrar. IUCN kategoriserar arten globalt som otillräckligt studerad. Inga underarter finns listade i Catalogue of Life.
Arten blir 80 till 90 mm lång (huvud och bål), har en 80 till 98 mm lång svans och 19 till 20 mm långa bakfötter. Pälsen på ovansidan har främst en mörkgrå färg med några ljusbruna hår inblandade som är tätast vid ryggens mittlinje. Undersidans päls bildas av grå underull och vitaktiga täckhår. Typiskt är ljusbruna till vita kinder och en vit punkt bakom varje öra. Kännetecknande är dessutom svansens färg som är nära bålen ljusbrun i mitten mörkare brun till svartaktig och vid spetsen vit. Liksom hos andra flygekorrar finns en flygmembran.
Denna ekorre förekommer på södra Malackahalvön kring Kuala Lumpur. Arten vistas i skogar och i trädodlingar.
Individerna har sina bon i trädens håligheter och de är aktiva på natten.